# 渦鞭毛藻
渦鞭毛藻（うずべんもうそう）類は2本の鞭毛を持つ単細胞藻類の一群である。細胞の表面に縦横の溝を持つ、独特の形をしている。

## 特徴
形態は非常に多岐にわたるが、縦横2本の鞭毛を持つことが最大の特徴である。一本は鞭状のものを後ろにひき、もう一本は羽状のものを横向きの溝に沿って巻き付けるようにしている。推進力の異なる2系統の鞭毛を備える為に、細胞は急停止や急発進、方向転換など、多彩な遊泳が可能となっている。また、細胞の表面に鎧板と呼ばれる硬い板状の構造が並び、時には突起を有する角張った形態を持つ。ただし、無殻のものもある。

### 核
渦鞭毛藻の細胞核は常に染色体が凝集する特殊な核で、dinokaryon （渦鞭毛藻核）と呼ばれる。核はヒストンH1を含まず、それゆえ一般的な真核生物に見られるヌクレオソーム構造はない。また、核中のDNA自体もヒドロキシメチルウラシル (hydroxymethyluracil) を大量に含有するなど、他の真核生物とは一線を画す特徴を多く備える。古くは、このような特殊な核を持つ渦鞭毛藻に対して、原核生物から真核生物への過渡期であるという意味を込めて中間核生物 (Mesokaryota) なる呼称が用いられた事もあるが、現在では撤回されている。渦鞭毛藻は原始的なものではなく、高度に特殊化した真核生物の一群なのである。

## 生態
海洋プランクトンが多いが、淡水環境にも普通に見られる。
渦鞭毛藻の約半分は葉緑体を持ち、光合成をおこなう。残りの半分は従属栄養性で、他の原生動物を捕食して生活する。また光合成を行う渦鞭毛藻のなかにも活発な捕食行動を行うものもいる。光合成能を持つものも、多くは溶存の、あるいは粒子状の有機物を取り込むことができる。このような栄養摂取を混合栄養と言い、他の藻類にも例は多いが、この群で圧倒的に数が多い(井上、2006.p.414）。中には寄生性のものもある。
光合成能を持つ渦鞭毛藻は一次生産者として食物連鎖中の重要な位置を占めるが、中でも褐虫藻は海洋動物や原生動物の細胞内共生体であり、サンゴ礁の生成に極めて重要な役割を担っている。

## 利害
水圏における一次生産者として重要であるが、水産資源として直接に利用される局面はない。ヤコウチュウ (Noctiluca) など、発光するものは時に観賞の対象となる。ヤコウチュウは物理的な刺激に応答して光る特徴があるため、波打ち際で特に明るく光る様子を見ることができる。または、ヤコウチュウのいる水面に石を投げても発光を促すことが可能である。
渦鞭毛藻もラフィド藻と並び、赤潮の代表的な構成生物である。渦鞭毛藻における赤潮形成属は、前述のヤコウチュウ、ヘテロカプサ (Heterocapsa)、カレニア (Karenia)、ギムノディニウム (Gymnodinium) などである。これらの属の中には毒を産生するものもあり、直接魚介類を死滅させるほか、渦鞭毛藻を捕食した貝類に蓄積されて貝毒の原因となる。神経性貝毒としては Karenia breve (Gymnodinium breve) によるブレベトキシン (brevetoxin, BTX) が、下痢性貝毒としては Dinophysis が作るディノフィシストキシン (dinophysistoxin, DTX) などが有名である。
特に強毒性の渦鞭毛藻として、アメリカのノースカロライナ州で発見されたフィエステリア (Pfiesteria piscicida) がいる。フィエステリアはその複雑な生活環の中で鞭毛虫やシスト、アメーバ型など多彩な形態をとり、他の原生生物から魚に至るまでの生物を捕食して生活するとされているが、毒性やその他の特徴に関しては論争があり議論が続いている。フィエステリアの産生する毒素は極微量でヒトの神経系に影響を与え、例えばフィエステリアの生息する海水のエアロゾルを吸引しただけでも、倦怠感や頭痛、呼吸困難や記憶障害などの諸症状に至るという。この渦鞭毛藻は1998年に邦訳が発売されたロドニー・T・バーカー著「川が死で満ちるとき」で取り上げられ、日本でも知られるところとなった。

## 分類
その形態等が独特であり、他の群との関連は謎が多いが、現在では、アピコンプレックス類（マラリア原虫などを含む）・繊毛虫とともにアルベオラータと言う単系群をなすと考えられている。
伝統的には、渦鞭毛藻類は渦鞭毛植物門(Dinophyta)として、門の階級を与えられてきたが、パーキンサス類、オキシリス類といった原生動物との近縁性から、これらを含めたDinozoa、もしくはDinoflagellataが、門の階級を与えられるようになってきている。これに伴い、渦鞭毛藻類は渦鞭毛藻綱(Dinophyceae)となる。ヤコウチュウ目を含む場合と含まない場合とがある。
淡水から海水まで幅広く生息し、およそ130属2,000種が知られる。
渦鞭毛藻綱 (Dinophyceae)
- ヤコウチュウ目 (Noctilucales)
  - ヤコウチュウ属 (Noctiluca), Pronoctiluca

- プロロケントルム目 (Prorocentrales)
  - Mesoporos, Prorocentrum

- ディノフィシス目 (Dinophysales)
  - コウガイフタヒゲムシ属 (Amphisolenia), Mesoporos, Dinophysis, Histoneis, Metaphalacroma, Ornithocercus, Oxyphysis, Triposolenia

- ギムノディニウム目 (Gymnodiniales)
  - Amphidinium, Cochlodinium, ヒメハダカオビムシ属 (Gymnodinium), Gyrodinium, Erythropsodinium, Hemidinium, Katodinium, Nematodinium, Oxyrrhis, Polykrikos, Torodinium, Symbiodinium, Warnowia, Woloszynskia, Zooxanthella

- ペリディニウム目 (Peridiniales)
  - Cachonina, Diplosalis, Dissodinium, Ensiculifera, Heterocapsa, マルウズオビムシ属(Peridinium), Podolampas, Protoperidinium, Scrippsiella

- ゴニオラクス目 (Gonyaulacales)
  - Alexandrium, ツノオビムシ（ツノモ）属 (Ceratium), Coolia, Gambierdiscus, Gessnerium, Gonyaulax, Heteraulacus, Ostreopsis, Protoceratium, Protogonyaulax, Triadinium

- ブラストディニウム目 (Blastodiniales)
- 有柄鞭毛藻目 (Phytodiniales)
- ディノコックス (Dhinococcales) 
  - Cystodinium, Gloedinium, Spiniferodinium, Stylodinium